# Piña Colada
Piña Colada je alkoholický nápoj z bílého rumu, kokosového mléka a šťávy z plodů ananasu. Nealkoholická varianta tohoto nápoje se jmenuje Virgin Colada.

## Příprava
V oblasti Karibského moře se vždy připravuje z čerstvého kokosu a ananasu. Společně se rozmixují v mixéru a následně, již ve sklenici, doplní o bílý rum.
V Evropě se pak zpravidla kokos nahrazuje kokosovým sirupem a ananas zase ananasovým džusem. Někdy se lze setkat i s variantou, kdy je kokosový sirup doplněn či zcela nahrazen smetanou, případně ještě existuje varianta Malibu (což je bílý rum s kokosovým sirupem) + ananasový džus + smetana. S pravou Piňa Coladou to ovšem má společný už jen název.
V obou případech by se mělo servírovat s plátkem ananasu.
Podle International Bartenders Association se koktejl skládá z 5 cl bílého rumu, 3 cl kokosové smetany a 5 cl ananasového džusu.

## Historie
Dle dochovaných písemností je oblastí původu Karibik, konkrétně Kuba či Portoriko. S největší pravděpodobností je jeho tvůrcem barman z podniku "Caribe Hilton" - Ramón “Monchito” Marrero. Vznik se datuje do 50. let 20. století a dnes patří mezi nejrozšířenější alkoholické koktejly s rumem.